# 刘格平 (新疆兵团)
刘格平（1963年10月—），男，甘肃张家川人，中国人民解放军少将，中共十九大代表。

## 生平
2011年接替刘万龙担任阿里军分区司令员，2016年任新疆生产建设兵团军事部部长。2020年3月，任青海省军区司令员。2021年1月，任中共青海省委常委。2022年5月，卸任中共青海省委常委。
2017年，晋升中国人民解放军少将军衔。